# Einar Schanke
Einar Leonard Schanke (19 de mayo de 1927 – 23 de febrero de 1992) fue un compositor, pianista, escritor de revistas, director de teatro y productor teatral noruego. Escribió revistas para el Teatro Edderkoppen, y más tarde para Chat Noir, donde también fue director desde 1962 hasta 1975.

## Vida personal
Schanke nació en Oslo, hijo del panadero Einar Schanke y Engeline Vindenes. Estuvo casado con Karin Anne Brit ("Lollo") Andreassen desde 1960. Murió en Oslo en 1992.

## Carrera
Después de graduarse como estudiante en 1947, Schanke se activó como músico de swing jazz freelance desde 1949, y como escritor para diversas revistas de aficionados y estudiantes desde 1950. En 1956, cooperó con Bjørn Sand para crear la revista Med vinger på, así como una nueva versión del éxito de comedia Bare jatt me'n, ambos presentados en el Teatro Edderkoppen. Con Alfred Næss, presentó la revista Ferske Fjes en 1957 en Chat Noir, donde Schanke sirvió como director de orquesta, escritor, compositor y, a veces, gerente de teatro. Fue director allí desde 1962 hasta 1975. Al principio de su carrera, Schanke escribió clásicos de revistas como "En dåre kan spørre" para Arvid Nilssen, y "Ro" para Kurt Foss y Reidar Bøe, así como textos de canciones para Wenche Myhre y Nora Brockstedt. Compuso melodías para números clásicos de revista como "Kjære lille Norge", "Evergreen", "Syng og vær glad" y "Festen er over".
Adquirió el Teatro Edderkoppen en 1967, que renombró como 'ABC-teatret'. Inició la compañía discográfica Cat Music en la década de 1960. Entre sus álbumes más populares se encuentran Kjære lille Norge de 1972, por el que fue galardonado con el Spellemannprisen, y Einar Schankes Gledeshus de 1974. Lanzó álbumes con Rolv Wesenlund y Harald Heide-Steen Jr., incluyendo Og takk for det de 1970, y la serie Hørerør. También lanzó álbumes con Rolf Søder, Odd Børretzen y Arthur Arntzen. Presentó varios musicales en el teatro ABC, incluyendo adaptaciones noruegas de The Fantastics y The Little Shop of Horrors.
A lo largo de la década de 1950, Schanke se hizo responsable de un nuevo estilo de revista, realizada completamente en el escenario abierto sin los números musicales tradicionales que se tocaban frente a una cortina cerrada durante los cambios de escena. La música inspirada en el jazz, más orientada al espectáculo y principalmente autocompuesta, reemplazó el acompañamiento temático de salón común en ese momento. El teatro de Schanke a menudo se llama 'revista de jazz', no solo debido a la elección del género musical, sino también por su expresión teatral aparentemente improvisada y más casual.
Schanke tenía un ojo para el talento y no solo fue responsable de introducir muchos talentos nuevos, sino que también atrajo a muchas figuras establecidas del teatro y la música popular a sus revistas. Ejemplos incluyen Jon Eikemo, Kirsti Sparboe, Ole Paus, Inger Lise Rypdal, Kjersti Holmen y Øivind Blunck.
La Estatuilla Leonard lleva su nombre. Fue Caballero de la Orden de San Olaf.